# 新山城中坊
新山城中坊（英語：Johor Bahru City Square）是马来西亚柔佛州新山市黄亚福街的购物中心和办公大楼。

## 历史
该建筑于1999年开放。2000年，Mega Pavilion电影院已升级为国泰影城，并在第5层和7层开设了新电影院。2005年，新加坡游客中心在购物中心开业。 2008年12月，连接该建筑与新山中央车站的人行天桥开业。2016年中，国泰改为mm影院，但设施仍保持不变。

## 建筑
建筑内部由一个七层高的购物中心组成，该购物中心有五层零售区，其中包括一个三十六层高的办公大楼，分为低层，中层和高层区域。城市广场有三层地下停车场。 6楼有一个室外花园，池塘和绿墙。购物中心的总楼层分布在41,800平方米（450,000平方英尺）的面积上，由300家零售商组成。

## 商业
新加坡政府投资公司拥有2009年6月购买的City Squares股份的70％。其余股份由新山市政厅和依斯干达公主城市政厅分配。 
该购物中心包括几个固定住户，并拥有各种衣服，鞋子，箱包和电子商店。
该购物中心每月约有150万游客。城市广场部分地由于其靠近新柔长堤，吸引了许多来自新加坡的游客。